# Tonio Kröger (film)
Tonio Kröger è un film del 1964 diretto da Rolf Thiele.